# 1Q84
1Q84  (い ち き ゅ う は ち よ ん Ichi-Kyu-Hachi-Yon, Et Q Fireogfirs eller Q-tten Fireogfirs eller ichi-kew-Hachi-Yon) er en roman af Haruki Murakami, der først blev udgivet i tre bind i Japan i 2009-10. Romanen blev hurtigt en sensation, med det første oplag udsolgt samme dag den blev udgivet, og den opnåede et salg på en million eksemplarer i løbet af en måned. Den danske udgave af værket blev som de øvrige Murakami-værker på dansk oversat af Mette Holm, og de tre bind blev udgivet henholdsvis 29. september 2011, 29. november 2011 og 29. august 2012. Den engelske udgave af alle tre bind, med de to første bind oversat af Jay Rubin og det tredje af Philip Gabriel, blev udgivet i Nordamerika og Storbritannien den 25. oktober 2011. Et uddrag fra romanen, "Kattenes By", blev trykt i The New Yorker magazine den 5. september 2011. Det første kapitel af 1Q84 er også blevet oplæst som et uddrag på Udvalgte Shorts.

## Udgivelseshistorie
Romanen blev oprindeligt udgivet i Japan i tre hardcover bind af Shinchosha. Bog 1 og Bog 2 blev begge udgivet den 29. maj 2009; bog 3 blev udgivet den 16. april 2010.
IKnopf udgav romanen i engelsk oversættelse i USA i et enkelt bind den 25. oktober 2011 og udgav et trebinds bokssæt den 15. maj 2015. Omslaget på  bokssættet, med et gennemsigtigt smudsomslag, var fremstillet af Chip Kidd og Maggie Hindrer. I Storbritannien blev romanen udgivet af Harvill Secker i to bind. Det første bind, der indeholder Bog 1 og 2, blev udgivet den 18. oktober 2011, efterfulgt af det andet bind, der indeholder Bog 3, udgivet den 25. oktober 2011.

## Baggrundsoplysninger
Murakami brugte fire år på at skrive romanen efter at fundet på åbningssekvensen og titlen. Titlen er et ordspil på den japanske udtale af året 1984 og en henvisning til George Orwells 1984. Bogstavet Q og det japanske tal 9 (typisk romaniseret som "kyū", men som "kew" på bogens japanske cover) er homofoner, som ofte anvendes i japanske ordspil.
Før offentliggørelsen af 1Q84 erklærede Murakami, at han ikke ville afsløre noget om bogen, efter kritik af, at lækager havde mindsket nyhedsværdien af hans tidligere bøger. Det blev bemærket, at der blev afgivet mange forhåndsbestillinger af 1Q84 på trods af denne hemmeligholdelse,

## Kulturelle påvirkninger
Som i mange af sine tidligere værker benytter Murakami hyppige henvisning til komponister og musikere, der spænder fra Bach til Vivaldi og Leoš Janáček, hvis Sinfonietta dukker op mange gange på afgørende punkter i romanen. Et vers fra sangen fra 1933 "It's Only a Paper Moon" af Harold Arlen, E. Y. Harburg og Billy Rose, dukker også op i bogen og er grundlaget for et tilbagevendende tema gennem hele værket. Desuden refererer Murakami til mere moderne kunstnere som Billie Holiday, Charles Mingus og The Rolling Stones.
I teksten citeres der også en længere passage om Gilyak folket fra rejse-dagbogen, Sakhalin-Øen (1893-94) af Anton Tjekhov.

## Religiøse temaer
I overensstemmelse med mange af Murakamis øvrige romaner er 1Q84 domineret af religiøse og hellige begreber. 1Q84's plot er bygget op omkring en mystisk kult og to kærester, der har mistet hinanden for længe siden, som bliver trukket ind i en fordrejet version af virkeligheden. 1Q84 fungerer som en kulmination af mange af hans tidligere værker og giver yderligere betydning til hans tidligere romaner. 1Q84 trækker en forbindelse mellem det overnaturlige og det foruroligende. Læsere citeres ofte for, at de oplever en religiøs uro, der svarer til postmoderne sensibiliteter. Denne usikkerhed er opnået gennem Murakamis brug af figurer, hvis religiøse tanker er præsenteret som undertrykkende, som eksemplificeret i Leders karakter, som er grundlægger af Sakigake-kulten.
Religiøs fremmedgørelse er et vigtigt tema i 1Q84, da Murakami viser hellige ideer som eksisterende separat fra hverdagens virkelighed. Denne adskillelse er ofte nævnt som en  understregelse Murakamis opfattelse af religion som en negativ kraft, der står i opposition til det normale, daglige liv; men Murakami er helt tavs om sin personlige religiøse tro.

## Handling
Begivenhederne i 1Q84 finder sted i Tokyo i en fiktiv version af året 1984. Første bind foregår mellem april og juni, andet bind mellem juli og september, og det tredje mellem oktober og december.
Bogen åbner med en kvindelig karakter ved navn Aomame, da hun prajer en taxa i Tokyo på vej til en arbejdsopgave. Da taxaen sidder fast i en trafikprop, foreslår chaufføren, at hun stiger ud af bilen og kravler ned ad en flugttrappe for at kunne nå sit vigtige møde, men han advarer hende om, at hvis hun gør det, vil det måske ændre selve virkelighedens natur. Aomame når frem til et hotel i Shibuya, hvor udgiver sig for en ansat på hotellet, for at dræbe en hotelgæst. Hun udfører mordet med et værktøj, der næsten ingen spor efterlader på sit offer, hvilket får efterforskerne til at konkludere, at han døde en naturlig død af et hjertestop.
Aomame begynder at have bizarre oplevelser og opdager nye detaljer om verdenen, der er subtilt anderledes end tidligere. For eksempel bemærker hun, at Tokyos politifolk nu bærer halvautomatiske pistoler, og hun har altid husket dem som bærende revolvere. Aomame tjekker sine erindringer mod de store avisers arkiver, og hun konstaterer, at der er flere af de seneste store nyhedshistorier, som hun ingen erindring har om. En af disse historier omhandler en gruppe ekstremister, der var involveret i en konfrontation med politiet i bjergene i Yamanashi-Præfekturet. Ved at læse disse artikler konkluderer hun, at hun må leve i en alternativ virkelighed, som hun kalder "1Q84", og hun har mistanke om, at hun kom ind i den omtrent på det tidspunkt, da hun hørte Janáčeks Sinfonietta i taxaradioen.
Nu introduceres andre karakterer også. Tengo er en forfatter og matematiklærer på en lokal skole i Japan, og Komatsu, hans redaktør og mentor, beder Tengo om at omskrive et akavet skrevet, men ellers lovende manuskript, Luftpuppen (空気さなぎ). Komatsu ønsker at indstille romanen til en fornem litteraturpris og promovere dens forfatter som et ny litterært vidunderbarn. Tengo har forbehold over for omskrivningen af en anden forfatters værk og et, der stammer fra en gymnasieelev. Han er indvilger i at gøre det, men kun hvis han kan mødes med den oprindelige forfatter, der går under det sære pseudonym "Fukaeri", og bede om at få hendes tilladelse. Men Fukaeri siger til Tengo, at han kan gøre, hvad han vil med manuskriptet.
Snart bliver det klart, at Fukaeri, der er ordblind, hverken skrev selv har skrevet manuskriptet eller selv indsendt det til konkurrencen. Tengos ubehag ved projektet øges da han finder ud af, at andre mennesker må være involveret. For at lette hans bekymringer vedrørende hendes fortid, tager Fukaeri Tengo med til et møde med hendes nuværende værge, en mand ved navn professor Ebisuno (戎野先生 ?), eller blot " Professoren" som Fukaeri kalder ham. Tengo erfarer, at Fukaeris forældre var medlemmer af et kollektiv kaldet "Takashima" (タカシマ ? ). Hendes far, Tamotsu Fukada (深田保 ? ) var Ebisunos ven og kollega, men de kunne ikke blive enivge om dette emne. Fukada tænkte på Takashima som en utopi; Ebisuno beskrev kollektivet som et sted, hvor folk blev forvandlet til tankeløse robotter. Fukaeri, som Ebisuno kalder "Eri" (エリ ? ), var kun et lille barn på det tidspunkt.
I 1974 grundlagde Fukada og 30 medlemmer et nyt kollektiv kaldet "Sakigake" (さきがけ ? ). De unge medlemmer af kollektivet arbejdede hårdt under Fukadas ledelse, men til sidst blev kollektivet på grund af uenighed opdelt i to fraktioner, og den mere radikale side dannede et nyt kollektiv kaldet "Akebono" (あけぼの ? ), som til sidst kommer i ildkamp med politiet i nærheden af Motosu-søen (本栖湖 ? ) i Yamanashi-præfekturet. En dag dukker Fukaeri op på Ebisunos dørtrin. Hun taler ikke og vil ikke forklare, hvad der er sket med hende. Når Ebisuno forsøger at kontakte Fukada i Sakigake, får han at vide, at han ikke er tilgængelig. Ebisuno bliver derved Fukaeris værge, og i 1Q84s nutid har de ikke hørt fra hendes forældre i syv år, hvilket får Ebisuno til at frygte det værste.
Det er mens Fukaeri bor hos Ebisuno, at hun forfatter sin historie, Luftpuppen. Da hun ikke kan ikke skrive den selv, fortæller hun den til Azami (アザミ ? ), Ebisunos biologiske datter. Fukaeris historie handler om en piges liv i et kollektiv, hvor hun mødte en gruppe mystiske væsener, som Fukaeri refererer til som "little people" (リトル·ピープル ? ). [17] Med tiden begynder Tengo at få mistanke om, at de mystiske begivenheder, der er beskrevet i Fukaeris roman, faktisk har fundet sted.
I mellemtiden kommer Aomame sig psykologisk efter sin seneste opgave, at dræbe en hotelgæst. Det afsløres, at hun har et personligt og professionelt forhold til en ældre velhavende kvinde benævnt "den gamle dame" (女主人 ? ). Den gamle dame betaler lejlighedsvis Aomame for at dræbe mænd, som har begået voldsomt misbrug af kvinder, og det bliver klart, at både Aomame og den gamle dame har en personlig fortid, der giver brændstof til deres handlinger. De ser deres organiserede mord som en måde at kæmpe imod alvorlige former for vold i hjemmet .
Aomame er seksuelt promiskuøs, og nogle gange afhjælper hun stress ved at gå på single-barer og samle ældre mænd op. Under en af disse ture møder hun Ayumi, en politikvinde, der også dyrker sex for at lindre stress. De begynder at kombinere deres indsats, der fungerer godt for dem begge. Aomames tætte venskab med Ayumi får hende til at huske en af sine tidligere venner, som var offer for vold i hjemmet og begik selvmord på grund af det. Aomame og Ayumi forbliver venner, indtil en dag, da Aomame læser i avisen, at Ayumi er blevet kvalt til døde på et hotel.
Den gamle dame præsenter Aomame for en 10-årig pige ved navn Tsubasa. Tsubasa og hendes forældre har været involveret i Sakigake. Tsubasa er blevet kraftigt misbrugt af kultens leder som kun går under navnet "Lederen". Mens Tsubasa sover i det "sikre hus" som ejes af den gamle dame, kommer "little people", de "små mennesker", der nævnes i Fukaeris roman, Luftpuppen, ud af Tsubasas mund og skaber en luftpuppe, en slags kokon lavet af tråde trukket lige ud af luften. Den gamle dame har mistet sin egen datter på grund af vold i hjemmet, og nu ønsker hun at adoptere Tsubasa. Men Tsubasa forsvinder på mystisk vis fra det sikre hus, for aldrig at vende tilbage.
Den gamle dame efterforsker Sakigake og finder, at der er udbredte tegn på misbrug. Udover Tsubasa, var andre præpubertære piger blevet seksuelt misbrugt der. Den gamle dame beder Aomame om at myrde den religiøse leder af Sakigake, "Lederen", der rapporteres at være misbrugeren. Aomame mødes med "Lederen", som viser sig at være en fysisk enorm person med muskelproblemer, der volder ham kroniske, svære smerter. Han afslører, at han er far til Fukaeri og har særlige evner så som telekinese. Han er også den eneste i Sakigake, der kan høre de religiøse røster tale til ham. "Lederen", vel vidende at Aomame er blevet sendt til ham for at dræbe ham, indgår til sidst en aftale med hende: hun vil dræbe ham, og han vil beskytte Tengo mod overgreb. Efter en lang samtale med "Lederen" dræber Aomame ham til sidst og går i skjul på et aftalt sted, som den gamle dame og Tamaru, hendes bodyguard, har arrangeret for hende.
Aomame og Tengos parallelle verdener begynder at nærme sig hinanden. Tengo er forfulgt af en privatdetektiv, Ushikawa, der er hyret af Sakigake. Han forfølger Tengo for at indsamle oplysninger om Luftpuppen. Efter mordet på "Lederen" beordres Ushikawa også af Sakigake til at fastslå Aomames opholdssted. Romanen begynder nu at følge Ushikawa, der engang var en advokat, som tjente godt på at repræsentere professionelle kriminelle. Han kom i juridiske problemer og måtte opgive sin karriere. Hans kone og to døtre forlod ham, og lige siden har han arbejdet som privatdetektiv. Ushikawa er en grim mand, der frastøder alle, han møder, men han er også ganske intelligent og i stand til at indsamle fakta og bruge logik og deduktivt ræsonnement.
Ushikawa fokuserer på Tengo, Aomame og den gamle dame som mistænkte i sin undersøgelse. Siden den gamle dames hus er godt bevogtet, og da Aomame er forsvundet sporløst, beslutter Ushikawa at udspionere Tengos lejlighed for at se, om han kan finde nogen oplysninger om Aomame. Han lejer et værelse i Tengos højhus og opstiller et kamera til at tage billeder af beboerne. Han ser Fukaeri, der har gemt sig i Tengos lejlighed, komme og gå fra bygningen. Fukaeri synes at fornemme Ushikawas tilstedeværelse, så hun efterlader en note til Tengo og forsvinder. Ushikawa ser senere Tengo vende hjem efter et besøg hos sin døende far. Til sidst får Ushikawa øje på Aomame, der forlader bygningen efter hun selv har fulgt efter Ushikawa derhen, for at finde Tengo.
Efter Ushikawa har fået øje på Aomame, men før han kan rapportere dette til Sakigake, sniger Tamaru sig ind i Ushikawas værelse, mens han sover, og afhører detektiven om hans viden om Tengo og Aomame. Tamaru finder ud af at Ushikawa ved for meget udgør en risiko for Aomame, den gamle dame, og ham selv, og han ender med at dræbe Ushikawa uden at efterlade mærker eller spor efter, hvordan det blev gjort. Tamaru ringer derefter til Ushikawas kontaktperson i Sakigake, og får dem til at fjerne detektivens lig fra lejlighedskomplekset.
Aomame og Tengo finder til sidst hinanden via Ushikawas undersøgelse og med Tamarus hjælp. De var engang i deres barndom klassekammerater, selvom de ikke havde noget forhold til hinanden undtagen et enkelt øjeblik i klasseværelset, hvor Aomame stramt greb Tengos hånd, mens ingen andre børn var i nærheden. Det øjeblik betød et vendepunkt i både Aomames og Tengos liv, og de beholdt en grundlæggende kærlighed til hinanden på trods af al den tid, der var gået. Efter 20 år mødes Aomame og Tengo igen, begge forfulgt af Ushikawa og Sakigake. Det lykkes dem at slippe ud af den mærkelige verden "1Q84", som har to synlige måner, ind i en ny virkelighed, som de antager er deres oprindelige verden, selv om der er små tegn på, at det ikke er. Romanen slutter med dem stående i et hotelværelse, med hinanden i hånden, mens de ser på den ene måne, som lyser på himlen.